# Крибштајн
Крибштајн (њем. Kriebstein) општина је у њемачкој савезној држави Саксонија. Једно је од 61 општинског средишта округа Средња Саксонија. Према процјени из 2010. у општини је живјело 2.459 становника. Посједује регионалну шифру (AGS) 14522300.

## Географски и демографски подаци
Крибштајн се налази у савезној држави Саксонија у округу Средња Саксонија. Општина се налази на надморској висини од 272 метра. Површина општине износи 31,0 km². У самом мјесту је, према процјени из 2010. године, живјело 2.459 становника. Просјечна густина становништва износи 79 становника/km².

## Међународна сарадња
| Мјесто    | Држава               | Врста сарадње | Од    |
| --------- | -------------------- | ------------- | ----- |
| Молде     | Норвешка             | контакт       | 2002. |
| Бардјејов | Словачка             | контакт       | 2000. |
| Габрово   | Бугарска             | партнерство   | 2001. |
|           | Чешка                | партнерство   | 1998. |
| Славутич  | Украјина             | контакт       | 2000. |
| Питерборо | Уједињено Краљевство | контакт       | 2000. |
|           | Француска            | контакт       | 2000. |
| Вајц      | Аустрија             | контакт       | 2005. |
| Извор     |                      |               |       |